# Solemya australis
Solemya australis is een tweekleppigensoort uit de familie van de Solemyidae. De wetenschappelijke naam van de soort werd in 1818 voor het eerst geldig gepubliceerd door Jean-Baptiste de Lamarck.